# 福重
福重（ふくしげ）は、福岡県福岡市西区にある地名。昭和62年～現在の福岡市西区の町名。現行の行政地名は、福重一丁目から五丁目まで。もとは姪浜町･福重･小田部の各一部。面積は92.63ヘクタール。2022年3月末現在の人口は6,251人。郵便番号は819-0022。

## 地理

### 都市計画
都市計画に関しては、「福岡市都市計画マスタープラン」において定められた方針については次のとおりである。交通ネットワークとして都市の骨格となる国道202号、下山門通り及び福岡外環状道路の沿道や幹線道路である姪浜大通りの沿道は、商業、業務、サービス施設や中高層住宅などが連続した「都市軸」や「沿道軸」に位置付けられている。室見川の河川沿いが散策・憩いの場となるとともに、緑と広がりのある景観が連続したゆとりと潤いのある水辺空間として「河川緑地軸」に位置付けられている。区域区分が市街化区域である区域の用途地域については、国道202号の北側は、国道202号の境界線から北側概ね50メートル及び県道都地姪浜線バイパス（下山門通り）の境界線から市道石丸811号線までが準住居地域に、県道都地姪浜線（姪浜大通り）の境界線から両側の両側概ね50メートルが第二種住居地域に、そのほかは第一種中高層住居専用地域に指定されており、国道202号の南側は、市道原拾六町線までが準住居地域に指定されている。また、区域区分が市街化調整区域である区域は市道原拾六町線の南側である。

### 河川
福重の東側に流れる河川は次の通り。
- 室見川（二級河川）

主な河川の写真
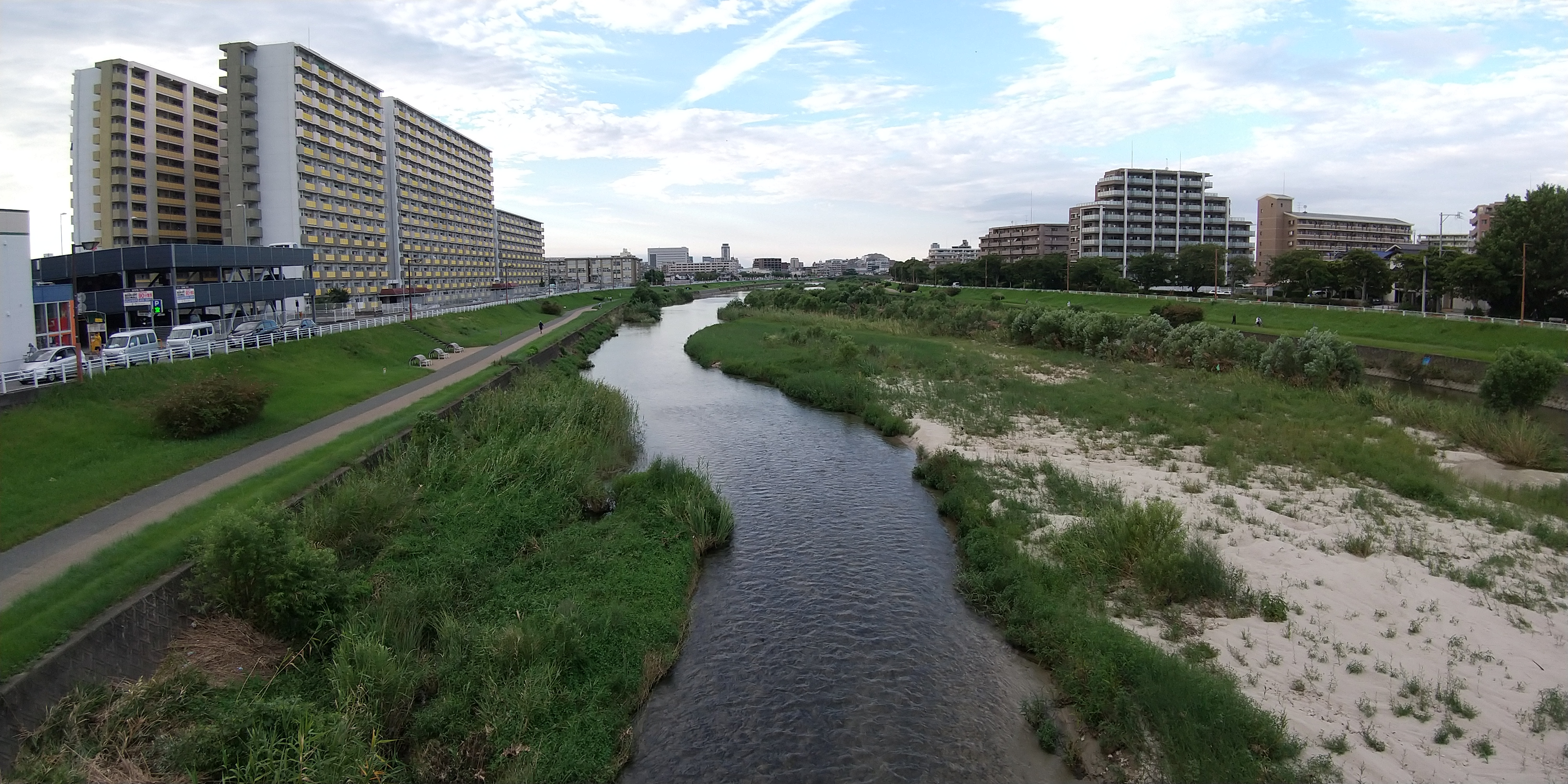
室見川（小田部大橋の下流側、左：西区福重及び福重団地、右：早良区小田部）
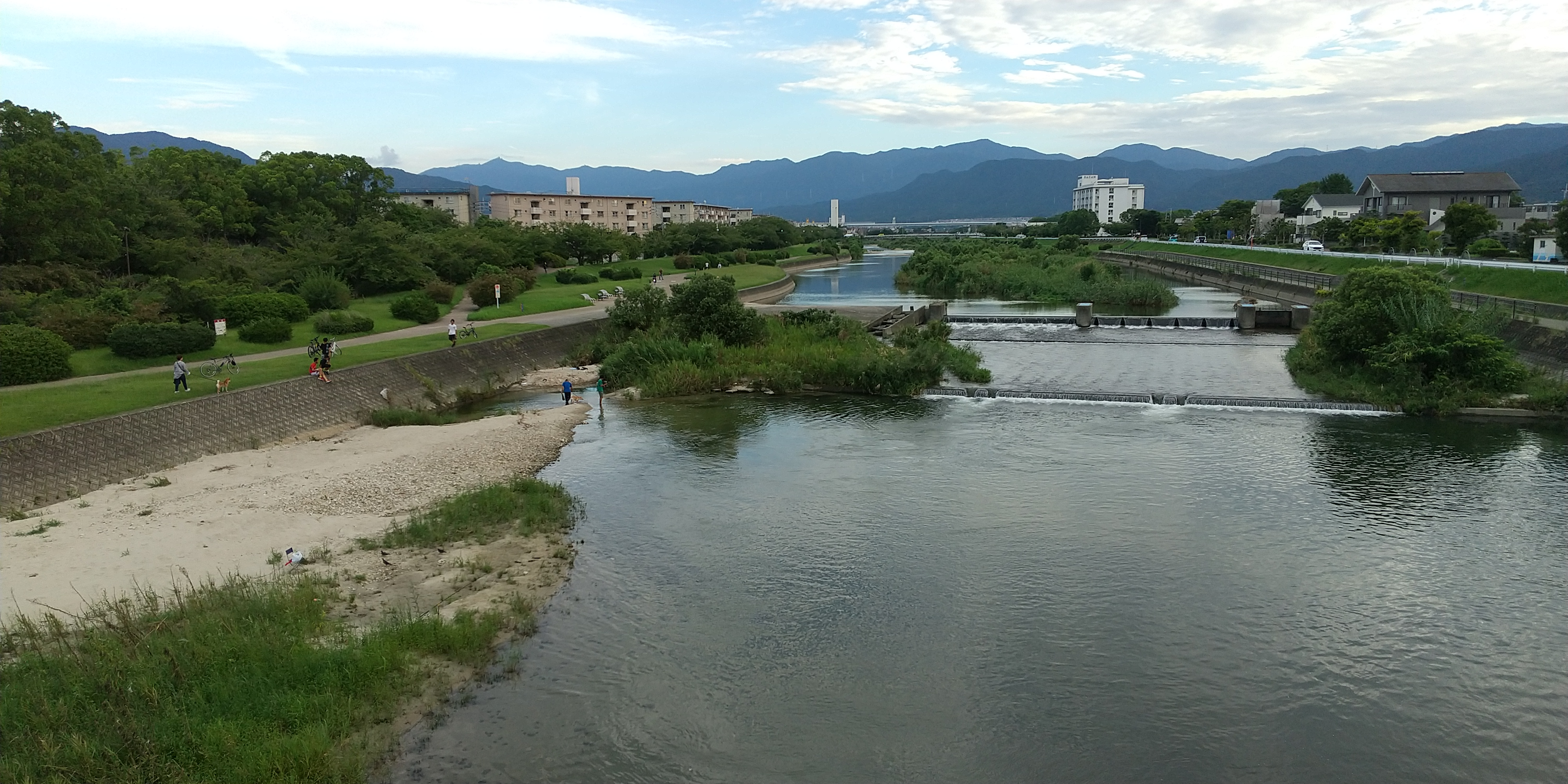
室見川（福重橋の上流側、左：早良区小田部及び室住団地、右：西区福重及び橋本）
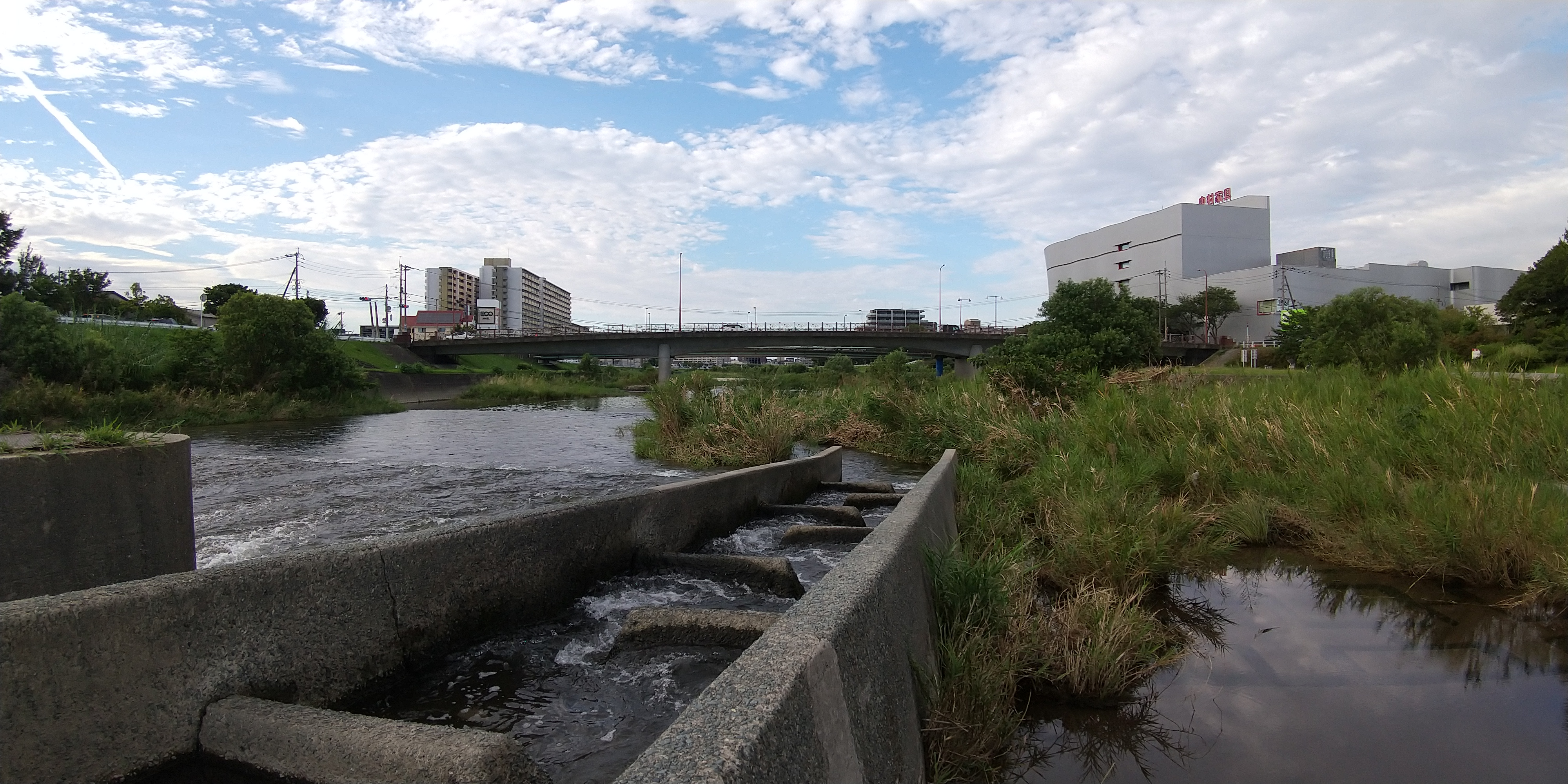
室見川（浜井手堰の下流側、左：西区福重及び福重団地、右：早良区小田部）
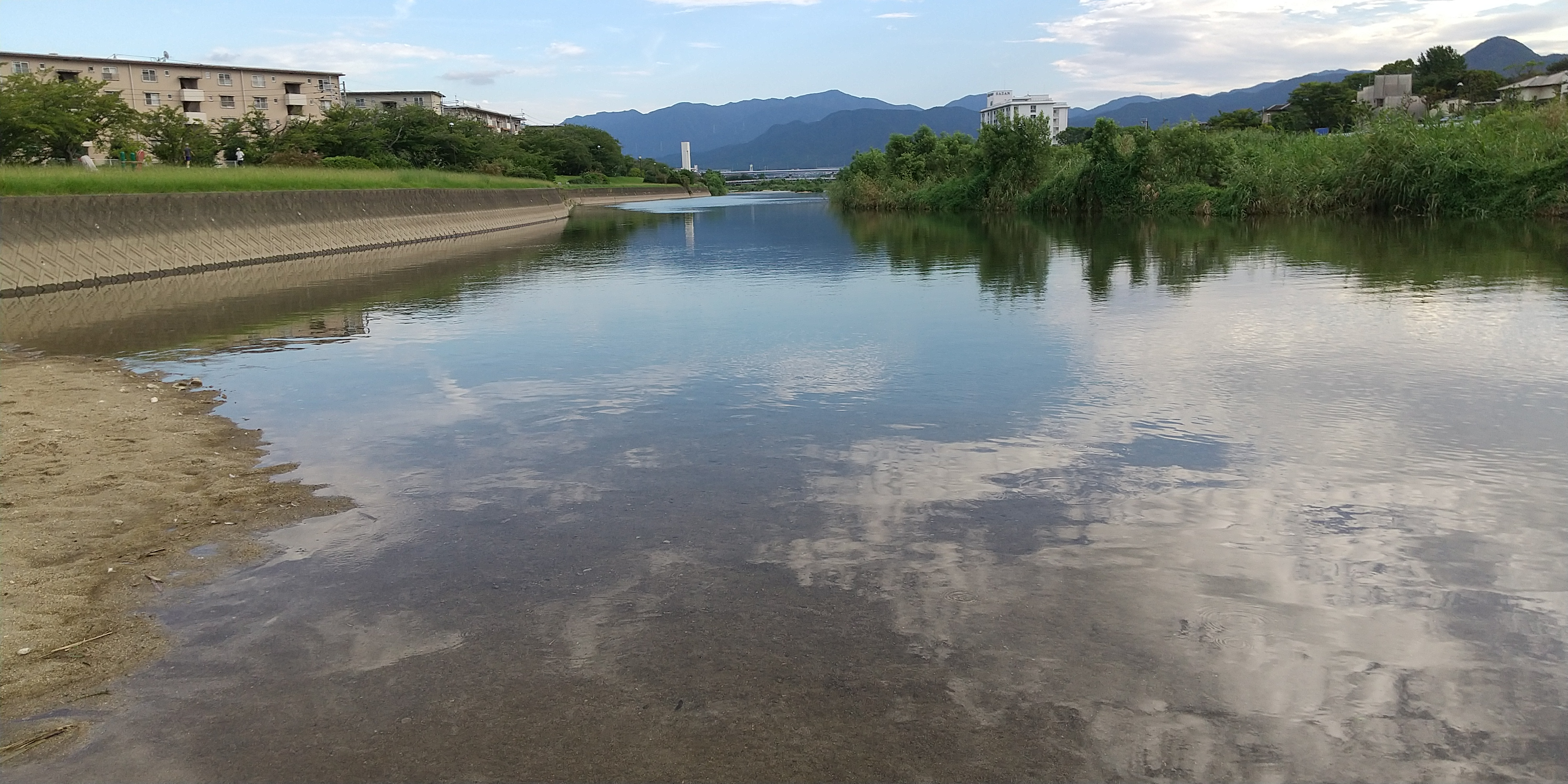
室見川（浜井手堰の上流側、左：早良区小田部及び室住団地、右：西区福重及び橋本）

## 地名の由来
もと光行村あるいは光行寺村といったが、福岡藩3代藩主黒田光之の諱にふれるので福重と改めた

## 現代
1975年（昭和50年）代に国道202号バイパス今宿新道が整地され、住地化が進んだ。昭和50年の世帯数345･人口1,270。元は福岡市西区大字福重であったが、1980年代に住居表示を実施、一部が1978年（昭和53年）福重団地、1987年（昭和62年）福重1～5丁目・石丸1～3丁目となる。現在の町名は福重1丁目～5丁目。
福岡都市高速環状線と二級河川室見川に囲まれるように位置し、街の中を 縦に姪浜から県道560号線、横に202号バイパスの今宿新道が十字を切るように貫く。この今宿新道沿いはラーメン店が軒を並べ、毎年12月に開催される福岡国際マラソンの通過地点であり多くの観客で賑わう。

## 所在地
〒819-0022 福岡県福岡市西区福重
- 福重 - Google マップ
- 北緯33度34分25.2秒 東経130度19分26.3秒

## 人口
福重一丁目から五丁目までを合わせた人口の推移を福岡市の住民基本台帳（公称町別）に基づき示す（単位：人）。集計時点は各年9月末現在である。
- 2001年（平成13年）：6,291
- 2002年（平成14年）：6,277
- 2003年（平成15年）：6,273
- 2004年（平成16年）：6,280
- 2005年（平成17年）：6,315
- 2006年（平成18年）：6,300
- 2007年（平成19年）：6,281
- 2008年（平成20年）：6,288
- 2009年（平成21年）：6,375
- 2010年（平成22年）：6,284
- 2011年（平成23年）：6,307
- 2012年（平成24年）：6,311
- 2013年（平成25年）：6,258
- 2014年（平成26年）：6,234
- 2015年（平成27年）：6,346
- 2016年（平成28年）：6,346
- 2017年（平成29年）：6,336
- 2018年（平成30年）：6,221
- 2019年（令和元年）：6,263
- 2020年（令和2年）：6,288
- 2021年（令和3年）：6,306
- 2022年（令和4年）：6,225

## 交通

### 道路
町域内の主な幹線道路は次の通り。

#### 都市高速道路
都市高速道路としては、町域の西側に福岡高速環状線が通っており、町域の内外に次の出入口がある。
- 福重出口（福重三丁目、ランプ）及び石丸入口（石丸二丁目、福重の北側、料金所・ランプ）
- 福重出入口（出口：福重二丁目、ランプ、入口：橋本一丁目、料金所・ランプ）

#### 国道
- 国道202号（平成外環通り）

#### 県道
- 県道都地姪浜線バイパス（下山門通り）
- 県道都地姪浜線（姪浜大通り）

#### 市道
- 姪浜小田部線
- 姪の浜橋本線（室見川沿い）
- 福重石丸線
- 南庄福重線
- 原拾六町線

道路
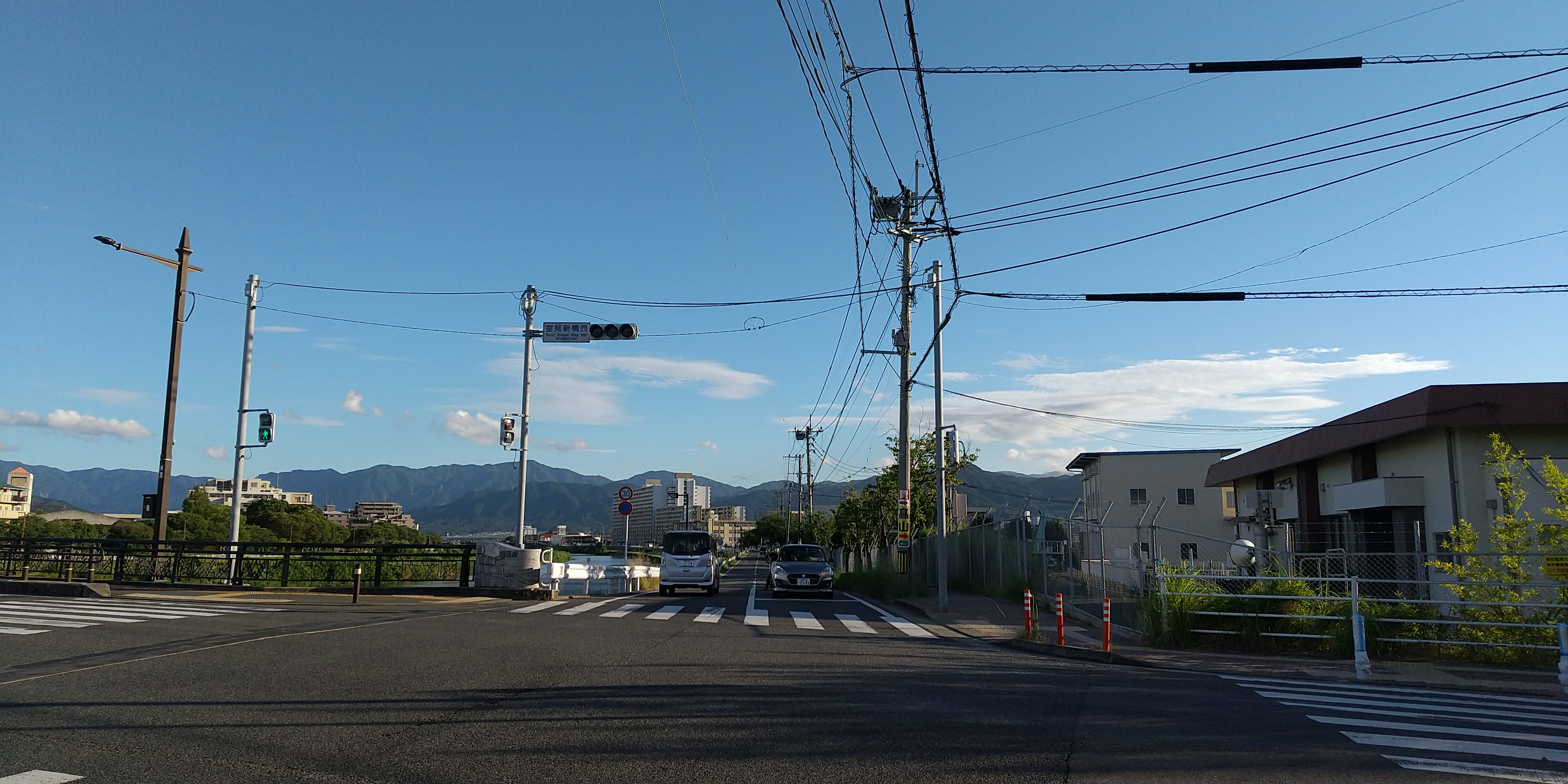
姪の浜橋本線（室見新橋西交差点付近、左：小田部、右：福重）

## 施設

### 公共・公益施設
- 福重郵便局
- 福岡市水道局室見取水場（福重五丁目25番1号）[注釈 3]

主な公共・公益施設
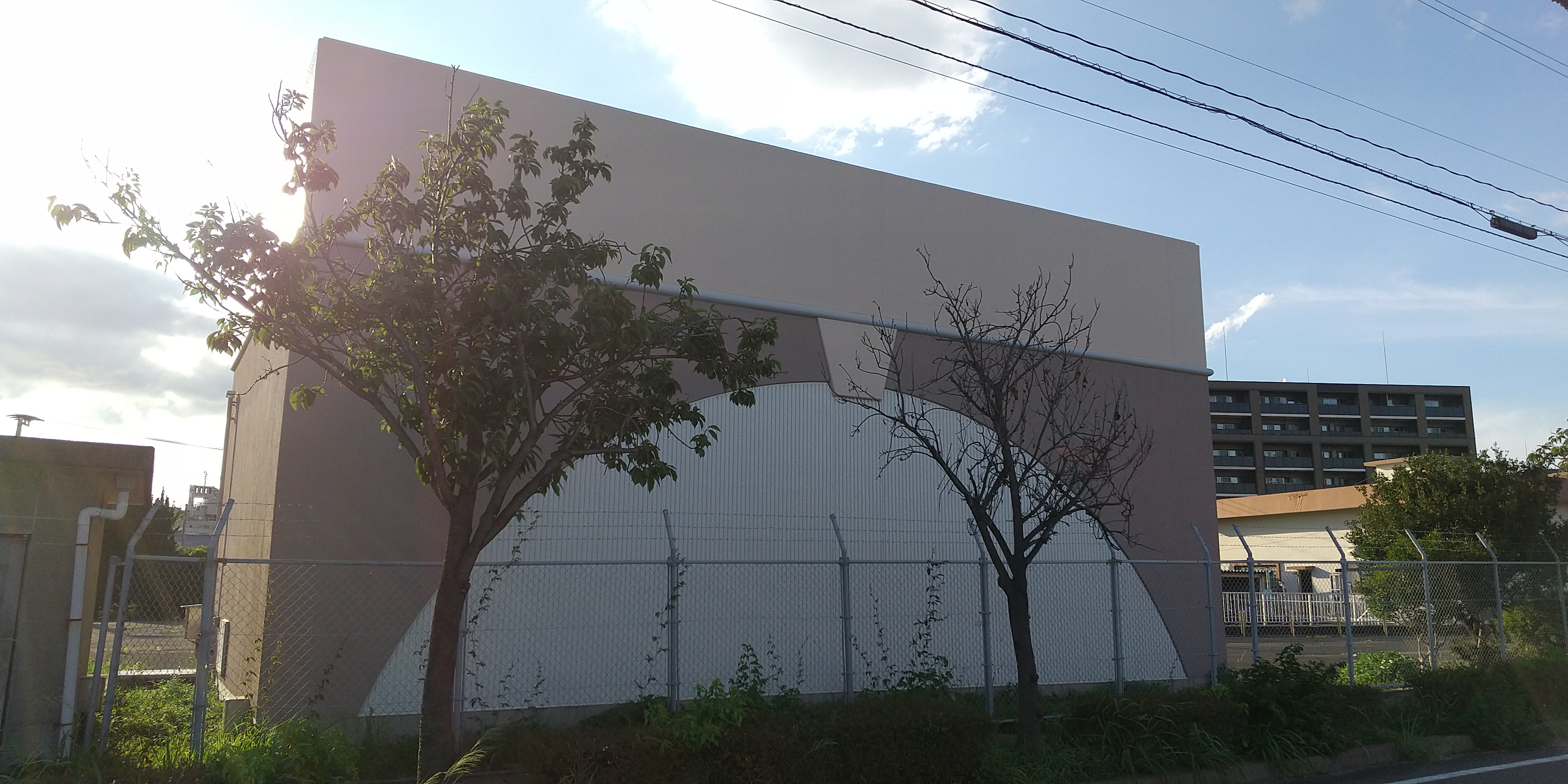
福岡市水道局室見取水場

### 教育施設
- 福岡市立福重小学校

### 商業施設
- MEGAドン・キホーテ福重店（旧:アピロス→ダイエー→イオン福重店（近隣の拾六町地区に所在）
- 千鳥橋病院付属新室見診療
- Aプライス西福岡店
- JA福岡市壱岐
- しばらくラーメン福重店
- 長崎亭
- 長浜ラーメン 福重家
- 横綱ラーメン

＊丸源ラーメン福岡福重店

### その他
- 福重保育園